# Bundesinformationszentrum Landwirtschaft
Das Bundesinformationszentrum Landwirtschaft (BZL) ist in Deutschland der Informationsdienstleister der Bundesanstalt für Landwirtschaft und Ernährung für die Themen Landwirtschaft, Forstwirtschaft, Fischerei, Gartenbau, Weinbau sowie Imkerei und ihre Erzeugnisse. Es betreibt das Verbraucherportal Landwirtschaft.de. Das Ziel des BZL ist, „durch unabhängige und objektive Information ein besseres Verständnis moderner Landwirtschaft zu fördern und einen Beitrag zum gesellschaftlichen Dialog über Landwirtschaft zu leisten“. Es befasst sich mit der Erhebung, Aufbereitung und Vermittlung von Daten und Informationen rund um das Thema Landwirtschaft. Es veröffentlicht Printpublikationen und Onlinedienste, betreibt Öffentlichkeitsarbeit und stellt Marktinformationen und Statistiken zur Verfügung. Es informiert
- die Praxis über neue Erkenntnisse aus der Forschung, gesetzliche Änderungen und aktuelle Entwicklungen,
- Verbraucher über heutige Landwirtschaft und Möglichkeiten, eine nachhaltige Landwirtschaft zu unterstützen
- Institutionen und Verbände über aktuelle Daten und Zahlen aus der Landwirtschaft.